# Lejinvar
Lejinvar (mađ. Leányvár) je selo na samom sjeveru zapadne polovine Mađarske, podno gore Piliša, 20 km južno od Dunava. Lejinvarski je hrvatski toponim zabilježio Živko Mandić u podunavskom selu Senandriji.

## Upravna organizacija
Upravno pripada doroškoj mikroregiji u Komoransko-ostrogonskoj županiji. Poštanski je broj 2518. U Lejinvaru djeluje njemačka manjinska samouprava.

## Stanovništvo
U Lejinvaru je prema popisu 2001. živjelo 1679 Lejinvaraca i Lejinvarka, većinom Mađara, 17,1% Nijemaca, nešto Slovaka.

## Vanjske poveznice
- Službene stranice